# Believe It EP
Believe It EP es un EP de Cimorelli. Cuenta con tres canciones originales y una versión. Fue publicado el 11 de diciembre de 2012.
El 3 de diciembre de 2012, las artistas revelaron que habían llegado a un acuerdo con Vevo, la empresa de hosting. Su video musical de "Believe It" fue subido al canal el 11 de diciembre de 2012, el mismo día en que la EP fue publicada.

## Lista de canciones
- "Believe It"
- "You Got Me Good"
- "Wings (Acosustic)"
- "Santa Claus Is Coming To Town"

- Datos: Q27044888